# Behind the Music
Behind the Music (ou Por Trás da Música em português) é um programa da VH1 que visa relatar a vida dos artistas de um lado que ninguém conhece. Ele foi ao ar originalmente entre 1997-2006, mas continua até hoje. É um documentário de cerca de 1 hora de duração apresenta a vida de diversos artistas por trás da musica, contando as dificuldades, famas, fofocas e outros temas agradáveis e polêmicos.
Em agosto de 1997, o VH1 estreou o seu primeiro programa em um navio, o "Behind the Music". A cada semana um cantor é entrevistado e conta a sua vida. Durante aproximadamente 1 Hora e 30 Minutos ele tem liberdade de contar as dificuldades que enfrentou e outras coisas que aconteceram durante o período em que não era famoso. O programa já entrevistou famosos como: Shania Twain, Christina Aguilera, Britney Spears, Usher e Selena Gomez. O primeiro episódio foi sobre Milli Vanilli.

## Objetivo
Cada programa enfoca um músico ou banda musical, documentando os sucessos dos músicos e os problemas que enfrentaram durante sua carreira. Exceto pelos dois primeiros episódios (sobre Milli Vanilli e MC Hammer), todos os programas são narrados por Jim Forbes. Forbes foi posteriormente utilizado para narrar o episódio sobre Milli Vanilli, quando ele foi modificado para incluir a morte de Rob Pilatus. As transmissões do Reino Unido dos episódios enfocando Thin Lizzy e Genesis foram narradas por Mary Anne Hobbs, enquanto que Forbes narrou os episódios exibidos nos EUA.
O critério que a VH1 utiliza na escolha dos músicos que aparecem no programa é, em muitos casos, o perfil daqueles que não estão mais na indústria da música, ou foram moderadamente significativos na história do rock. Isso é o oposto das biografias que a VH1 seleciona para outro programa, o VH1 Legends, em que a emissora seleciona apenas músicos que foram muito significativos para a indústria musical. No entanto, existem alguns artistas que foram perfilados em ambos os programas, incluindo Tina Turner, Elton John, The Who (embora seus Behind the Music estejam voltados exclusivamente para o baterista Keith Moon), John Lennon (embora o seu Behind The Music esteja focado exclusivamente nos meses e dias que antecederam a sua morte em 1980) e Pink Floyd. O documentário Pink Floyd: Behind the Wall está focado principalmente na elaboração do álbum de 1979 The Wall e não apresenta narrador.
Um spin-off de meia hora da série, que teve curta duração, intitulado BTM2 (abreviação de "Behind the Music 2"), narrou as carreiras de novos artistas.